# Literaturjahr 2025
Liste der Literaturjahre

◄◄ | ◄ | 2021 | 2022 | 2023 | 2024 | Literaturjahr 2025

Weitere Ereignisse
Dieser Artikel behandelt das Literaturjahr 2025.

## Ereignisse
- 11.–13. März: Londoner Buchmesse
- 21. März: 26. Welttag der Poesie
- 22. März: Indiebookday
- 27.–30. März: Leipziger Buchmesse mit dem Gastland Norwegen
- 11.–13. April: Pariser Buchmesse mit dem Ehrengast Marokko
- 23. April: Welttag des Buches
- 15.–19. Oktober: Frankfurter Buchmesse
- 24. Oktober: Tag der Bibliotheken

## Jahrestage (Auswahl)
- 24. März: 120. Todestag von Jules Verne
- 27. März: 80. Geburtstag von Harry Rowohlt
- 2. April: 300. Geburtstag von Giacomo Casanova
- 13. April: 10. Todestag von Günter Grass
- 1. August: 100. Geburtstag von Ernst Jandl
- 14. November: 200. Todestag von Jean Paul
- 16. Dezember: 250. Geburtstag von Jane Austen

### Internationale Literaturpreise

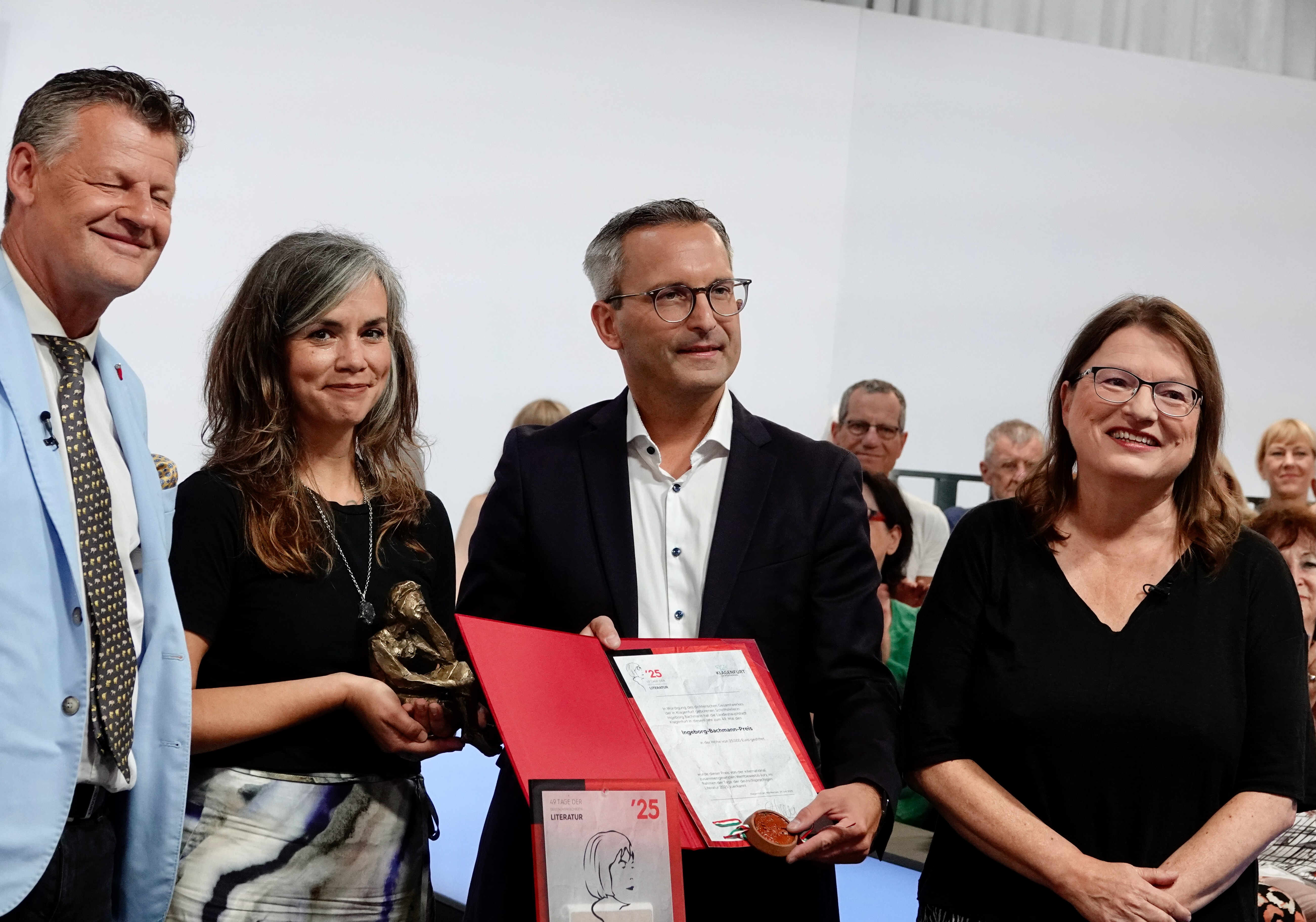
Ingeborg-Bachmann-Preis 2025 für Natascha Gangl (2. von links)

- 20. Mai: In London erfolgt die Verleihung des International Booker Prize an Banu Mushtaq für ihre in der Sprache Kannada verfasste Kurzgeschichtensammlung Heart Lamp und ihre Übersetzerin ins Englische Deepa Bhasthi.[1]
- Ingeborg-Bachmann-Preis: Natascha Gangl: Da Sta
  - Deutschlandfunk-Preis:  Boris Schumatsky: Kindheitsbenzin
  - Kelag-Preis: Nora Osagiobare: Daughter Issues
  - 3sat-Preis:  Almut Tina Schmidt: Fast eine Geschichte
  - BKS-Bank-Publikumspreis: Natascha Gangl: Da Sta